# Jerzy Rosenblatt
Jerzy Rosenblatt (ur. 6 listopada 1872 w Lublinie, zm. 18 grudnia 1945 w Tel Awiwie) – lekarz, działacz syjonistyczny i samorządowy, członek Rady Stanu Królestwa Polskiego, poseł na Sejm Ustawodawczy i Sejm I, II i III kadencji II RP.

## Życiorys
Urodził się 6 listopada 1872 w Lublinie, w rodzinie Bera (Berysza) – znanego talmudysty, zamożnego kupca drzewnego – i Estery Ginsberg. W 1891 ukończył gimnazjum w Warszawie (lub Lublinie?), a następnie studia na Wydziale Lekarskim Cesarskiego Uniwersytetu Warszawskiego. W czasie studiów związał się z ruchem syjonistycznym. W 1897 uzyskał dyplom lekarza. Specjalizację odbył w klinice uniwersyteckiej w Berlinie i przez kolejne dwa lata praktykował w Wiedniu i w Londynie. W 1899 osiadł w Łodzi i rozpoczął praktykę lekarską prowadząc gabinet laryngologiczny przy ul. Piotrkowskiej 35.
Podczas rewolucji w latach 1905–1907 wspierał żydowskich socjalistów, którzy przy udziale socjalistów polskich udaremniali pogromy ludności żydowskiej.
W 1899 był jednym z organizatorów Łódzkiego Żydowskiego Towarzystwa Dobroczynności. Był organizatorem Żydowskiego Towarzystwa Muzycznego i Literackiego „Hazomir” („Słowik”) (od 1906, od 1914 prezesem), które miało swoją siedzibę na II piętrze w oficynie posesji przy al. Tadeusza Kościuszki 21, gdzie od frontu mieściło się gimnazjum żeńskie im. E. Orzeszkowej.
W 1912 był organizatorem Żydowskiego Towarzystwa Gimnastyczno-Sportowego (w 1917 przekształconego w Żydowskie Towarzystwo Gimnastyczno-Sportowe „Bar-Kochiba”) oraz organizatorem żydowskiego skautingu.
Był przewodniczącym Rady Opiekuńczej Szkoły Rzemieślniczo-Technicznej Towarzystwa Szerzenia Oświaty i Wiedzy Technicznej wśród Żydów (tzw. Szkoły Jarocińskich „Talmud Tora” przy ul. Średniej, ob. ul. Pomorska).
W latach 1925–1928 był przewodniczącym Gminy Żydowskiej w Łodzi. Swoje publicystyczne i polityczne artykuły zamieszczał w gazecie codziennej „Łodzier Togblat” oraz czasopismach żydowskich.
Z pasją przeciwstawiał się antysemityzmowi, szczególnie endeckiemu.
W wyniku wyborów przeprowadzonych w styczniu 1917, kandydując z listy Centralnego Żydowskiego Komitetu Wyborczego, został członkiem Rady Miejskiej m. Łodzi (pełnił te obowiązki do 1933) i wkrótce jej wiceprzewodniczącym.
W 1918 wszedł w skład Rady Stanu Królestwa Polskiego mianowanej przez Radę Regencyjną. W latach 1919–1935 sprawował mandat posła pierwotnie na Sejm Ustawodawczy, a następnie trzech kolejnych kadencji. Jako zwolennik idei Teodora Herzla był w Łodzi twórcą i przywódcą ruchu syjonistycznego – Łódzkiego Komitetu Syjonistycznego. W 1919 i 1920 był jego prezesem. Był wiceprezesem Organizacji Syjonistycznej w Polsce i członkiem Komitetu Światowej Organizacji Syjonistycznej.
W 1919 i 1920 był przewodniczącym Łódzkiego Żydowskiego Towarzystwa Muzycznego i Literackiego „Hazomir”.
W 1920 był zastępcą prezesa Klubu Żydowskiego w Łodzi przy ul. Piotrkowskiej 23.
Cały czas mieszkał przy ul. Piotrkowskiej 35.
Po wybuchu wojny, pod koniec 1939 udało mu się wyjechać z okupowanej Polski przez Austrię do Szwajcarii. Stamtąd  wyjechał do Palestyny, gdzie zmarł.